# Hans Graf von Sponeck
Hans Graf von Sponeck (n. 12 februarie 1888, Düsseldorf, Germania – d. 23 iulie 1944, Germersheim, Renania-Palatinat, Germania) a fost general german din Wehrmacht, care a deținut funcții de comandă în timpul celui de-al Doilea Război Mondial. A fost acuzat de nerespectarea ordinelor, arestat, condamnat la moarte și ulterior executat după atentatul eșuat de asasinare a lui Hitler din 20 iulie 1944.

## Începutul carierei militare
Hans Sponeck s-a născut în 1888 în orașul Düsseldorf din provincia Renania. Era cel mai mic dintre cei patru copii și singurul fiu al lui Emil August Joseph Anton, Graf von Sponeck și al soției sale, Maria (născută Courtin). Tatăl său a murit la vârsta de 38 de ani, la după doar câteva luni după nașterea fiului său. Hans și-a petrecut primii ani ai copilăriei, împreună cu mama sa, în orașul Freiburg din provincia Breisgau. În apropierea orașului se afla castelul Sponeck, care a dat familiei numelui său și titlul nobiliar de conte (Graf).
Hans a primit o educație militară încă din copilărie: a intrat în corpul de cadeți din Karlsruhe la vârsta de 10 ani și a devenit cadet superior la 17 ani. A fost avansat ofițer în 1908, la vârsta de 20 de ani, primind gradul de Leutnant (locotenent) în Regimentul 5 Grenadieri al Armatei Prusace din Spandau. A fost în tinerețe un sportiv talentat, practicând gimnastica și fotbalul. S-a căsătorit în 1910 și a avut doi fii din această căsătorie.
A luptat în Primul Război Mondial ca ofițer în prima linie și căpitan adjutant într-un batalion. A fost rănit de trei ori. În anul 1916 a fost înaintat la gradul de Oberstleutnant (locotenent-colonel). A fost decorat de mai multe ori, primind ambele clase ale Ordinului Crucea de Fier.

## Perioada interbelică
Între anii 1924 și 1934 a activat ca ofițer în Marele Stat Major al Reichswehr și mai târziu a comandat cu gradul de Oberst (colonel) un regiment de infanterie de la Neustrelitz. În 1925 Sponeck a fost admis pe post de cavaler de onoare în Ordinul Sfântului Ioan al Brandeburgului.
Sponeck a comandat Regimentul 48 Infanterie de la Döberitz până la sfârșitul anului 1937, când a fost transferat în Luftwaffe pentru a înființa acolo primele unități de parașutiști. În cursul afacerii Blomberg-Fritsch, contemporanii lui Sponeck și-au amintit că el și-a exprimat dorința de a-și conduce trupele în sprijinul comandantului-șef al armatei, generalul Werner von Fritsch, dacă i s-ar fi cerut să facă acest lucru. deși nici un astfel de plan nu a fost pus în aplicare. La 1 martie 1938 Sponeck a fost avansat la gradul de general-maior.
În timpul procesului generalului von Fritsch, Sponeck a fost chemat să depună mărturie cu privire la caracterul moral al fostului său superior, dar a fost pus la punct cu brutalitate de Hermann Göring, care era președintele Tribunalului. Cu toate acestea, Sponeck a fost numit la 10 noiembrie 1938 în funcția de comandant al Diviziei 22 Infanterie din Bremen, care a fost antrenată de Corpul XXXXII Armată ca trupe aeropurtate de infanterie (Fallschirmjäger).

## Al Doilea Război Mondial

### Campania de pe Frontul de Vest
La 1 februarie 1940 Sponeck a fost avansat la gradul de general-locotenent. Asaltul aerian german asupra Țărilor de Jos a început la 10 mai 1940, condus de generalii Sponeck și Kurt Student. Sponeck a condus fără succes trupele germane în Bătălia pentru Haga (10 mai 1940), care s-a soldat cu victoria tactică olandeză, și a fost cât pe ce să fie capturat în timpul deplasării spre Rotterdam pentru a sprijini atacul aerian de acolo. Bombardamentul aerian german asupra Rotterdamului declanșat la 14 mai 1940 s-a încheiat cu capitularea Țărilor de Jos. Generalul Sponeck a fost rănit, iar la întoarcerea sa în Germania a fost declarat de Adolf Hitler cu Crucea de Cavaler al Crucii de Fier.

### Campania de pe Frontul de Est
În zorii zilei de 22 iunie 1941 a fost declanșată ofensiva împotriva Uniunii Sovietice (Operațiunea Barbarossa). Hans von Sponeck a comandat Divizia 22 Infanterie ca parte a Armatei a 11-a din zona Grupului Armatei de Sud și a atacat în direcția Peninsulei Crimeea. Cu două zile înainte de invazie, la 20 iunie 1941, statul major al Diviziei 22 Infanterie a dat ordin unităților componente ca toți prizonierii de război evrei ai Armatei Roșii să fie identificați și despărțiți de restul deținuților sovietici. Odată cu începerea invaziei, divizia lui Sponeck a desfășurat acțiuni militare la granița româno-sovietică, a pătruns în Basarabia și apoi spre sudul Ucrainei. Pregătindu-se pentru invadarea Crimeii, unitățile Diviziei 22 Infanterie au primit ordinul de a declanșa în septembrie și la începutul lunii octombrie 1941 un atac în direcția est și nord, de-a lungul Mării Azov, către orașele Henicesk, Melitopol și Berdiansk. Alături de alți generali germani, generalul Sponeck a fost decorat pe 19 septembrie 1941 cu Ordinul „Mihai Viteazul” cl. III-a „pentru destoinicia, devotamentul și bravura personală de care au dat dovadă în luptele contra bolșevicilor în colaborare cu trupele române”.
La 7 octombrie 1941 Sponeck a ordonat diviziei sale să colaboreze îndeaproape cu unitățile SS și Sicherheitsdienst (SD) pentru capturarea, identificarea și predarea civililor evrei. Au fost executate ucideri în masă ale evreilor de către unitățile Einsatzgruppe D ale SS și SD atât în Henicesk, cât și în Melitopol, la scurt timp după ce aceste orașe au fost ocupate de Divizia 22 Infanterie în octombrie 1941. Numai în Melitopol au fost masacrați 2.000 de evrei: bărbați, femei și copii. În captivitatea engleză ulterioară din Trent Park, unul dintre foștii subordonați ai generalului von Sponeck, colonelul (mai târziu generalul) Dietrich von Choltitz, a recunoscut sincer într-o conversație înregistrată pe ascuns că el a îndeplinit un rol activ în uciderea evreilor în timpul invaziei germane în Uniunea Sovietică.
Feldmareșalul Erich von Manstein, comandantul Armatei a 11-a, l-a numit la 10 octombrie 1941 pe generalul Sponeck în funcția de comandant al Corpului XXXXII Armată care ocupase peninsula Kerci din extremitatea estică a Peninsulei Crimeea. Din cauza sciaticii și a tulburărilor intestinale, generalul von Sponeck și-a luat un concediu medical de la unitatea sa în 29 octombrie 1941 și a revenit la comandă în noiembrie. În împrejurimile orașului Feodosia din zona aflată sub comanda lui Sponeck au fost uciși 1.052 de evrei de unități Einsatzgruppe D, cu participarea și cooperarea activă a poliției militare și a comandanților militari. La 10 decembrie 1941 generalul von Sponeck a ordonat ca toți evreii aflați în zona sa de comandă să fie tratați în principiu ca „partizani”, marcați cu Steaua lui David și „repartizați la muncă”. El a ordonat, de asemenea, ca toți soldații din Armata Roșie care au fost capturați, chiar și cei în uniformă, să fie împușcați imediat și a aprobat represalii împotriva civililor pentru orice sabotaj sau activitate antigermană. Istoricul Erik Grimmer-Solem a constatat:
Cazul generalului von Sponeck este complicat. El a avut curajul moral să refuze un ordin din partea lui Hitler de a rămâne pe loc atunci când trupele sale erau amenințate cu distrugerea și a fost trimis în fața curții marțiale și ucis ulterior de naziști din acest motiv. În același timp, el nu a refuzat să execute ordinele criminale de executare a comisarilor, care au acoperit ceea ce a devenit un război genocidal împotriva „bolșevismului evreiesc” din Uniunea Sovietică. În timp ce von Sponeck nu era un nazist în sensul tehnic al cuvântului și era chiar critic față de unele aspecte ale regimului, ordinele sale și acțiunile trupelor sale nu lasă nici o urmă de îndoială că el a manifestat un comportament rasist și antisemit. Sponeck dovedește că nu era necesar să fii un nazist convins ideologic pentru a duce la îndeplinire politica de ucidere în masă a regimului nazist. Sub regimul nazist și în condiții de război, liniile dintre victimă și făptuitor, dintre erou și criminal s-ar putea dizolva într-o singură persoană”.
La 26 decembrie 1941 forțele sovietice au declanșat o invazie în Crimeea. Planul lor era să debarce trupe de marină la Kerci și Opuk, trupe care să fie sprijinite prin debarcarea ulterioară a 42.000 de soldați la Feodosia. La 28 decembrie bătălia din estul Crimeii a evoluat în favoarea germanilor. După eliminarea unuia dintre cele două capuri de pod sovietice din jurul orașului Kerci, Sponeck a cerut permisiunea să-și retragă trupele pentru a evita izolarea și capturarea acestora și pentru a putea să se regrupeze, dar a fost refuzat de trei ori. La 29 decembrie rușii au debarcat pe coasta sudică, lângă Feodosia, două armate, care urmau să se deplaseze către Sevastopol și să elibereze garnizoana, aflată sub asediul Armatei a 11-a Germane. Divizia 46 era singura divizie capabilă să blocheze avansul sovietic. Manstein a crezut că trupele lui Sponeck ar putea contracara cu succes debarcarea în Crimeea, însă sovieticii și-au consolidat capul de pod și au învins brigăzile românești. Sponeck a avut la dispoziție doar treizeci de minute pentru a decide ce să facă. Din proprie inițiativă, generalul Sponeck, în calitatea sa de comandant al Corpului XLII Armată, a ordonat retragerea celor 10.000 de militari ai Diviziei 46 Infanterie pe care-i avea în subordine. Trupele germane s-au retras din peninsula Kerci prin istmul Parpaci pentru a evita să fie încercuite și capturate de forțele sovietice care înaintau din zonele de debarcare situate în extremitatea estică (Kerci) și în zona vestică (Feodosia) a peninsulei. La temperaturi de - 30 ºC, sub viscol și vânturi înghețate, batalioanele Diviziei 46 Infanterie s-au retras spre vest. Coloana avea o lungime de aproximativ 120 km. Soldații au mers pe jos timp de 46 de ore, cu doar câteva pauze de cafea, pentru a se putea încălzi. Mulți soldați au suferit de pe urma degerăturilor și majoritatea cailor au fost înfometați și au murit. O mare parte a echipamentului diviziilor grele, inclusiv artileria, a fost abandonat pe drumul înghețat din cauza lipsei animalelor de povară.
La 31 decembrie 1941 Divizia 46 Infanterie a lui Sponeck a ajuns în istmul Parpaci, unde a stabilit o linie defensivă. A doua zi, 1 ianuarie 1942, rușii au atacat din nou și au fost respinși de trupele lui Sponeck, care au reușit să păstreze mult timp linia frontului până când au sosit întăriri.

### Arestarea, judecarea și execuția

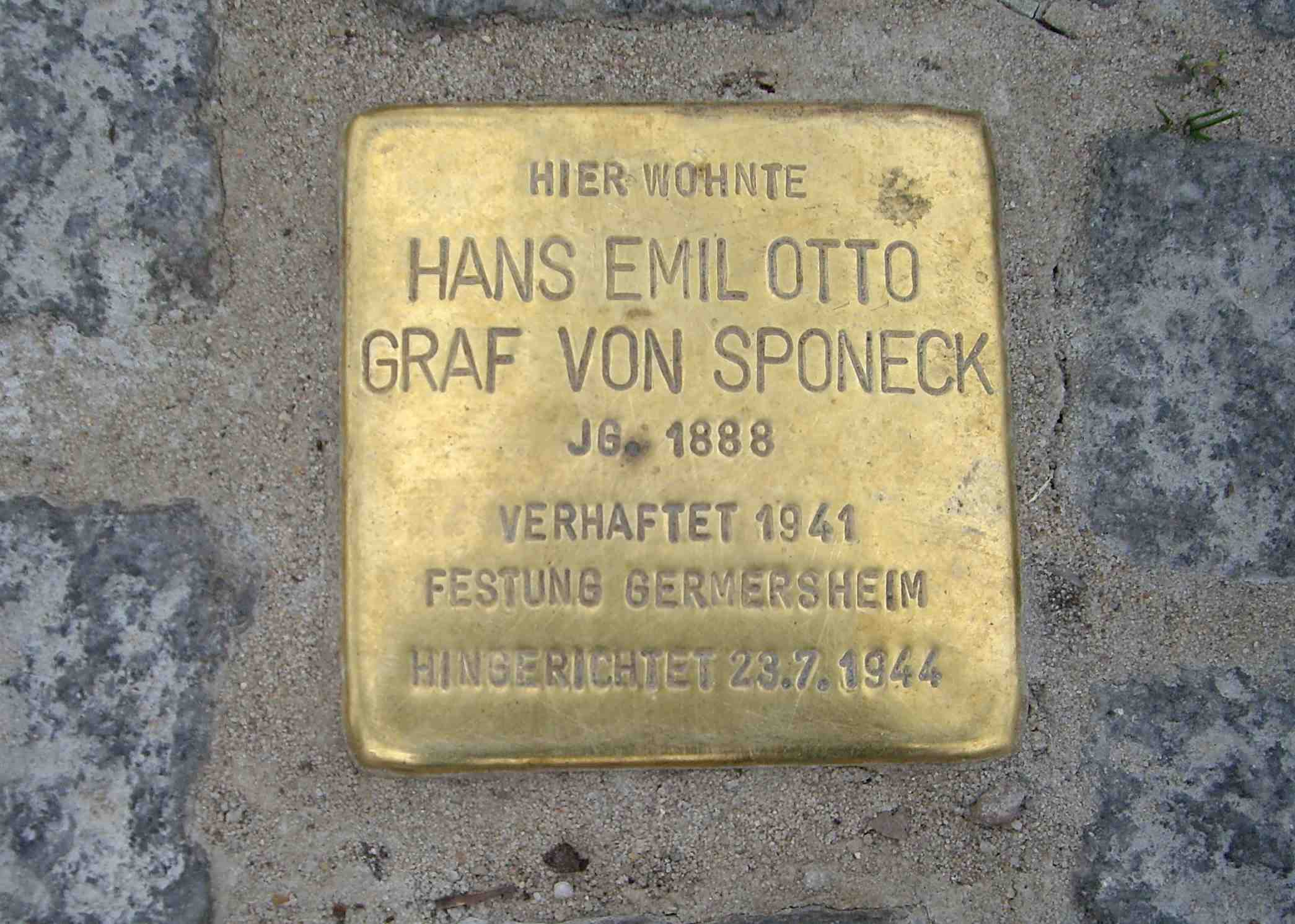
Placa memorială amplasată pe o clădire din Bremen a fost înlăturată în 2015 din cauza rolului lui Sponeck în săvârșirea crimelor de război din sudul Ucrainei și din Crimeea.

La 31 decembrie 1941 generalul-locotenent Hans Graf von Sponeck a fost destituit din funcția de comandant al Corpului XXXXII Armată din cauza nerespectării ordinelor și trimis la Berlin pentru a fi judecat de o curte marțială condusă de Hermann Göring. În cursul procesului nu au fost admise mărturii importante, iar Sponeck a susținut că a acționat împotriva ordinelor, din proprie inițiativă, pentru a evita distrugerea diviziei sale. Generalul Sponeck a fost condamnat la moarte la 23 ianuarie 1942 pentru neexecutarea ordinelor pe câmpul de luptă, această condamnare urmând să servească ca exemplu pentru comandanții militari care nu ar respecta ordinele venite de la Berlin. În plus, averea familiei Sponeck a fost confiscată. Adolf Hitler (la propunerea feldmareșalului Manstein) i-a comutat sentința în șase ani de închisoare. Sponeck a fost încarcerat în închisoarea militară din fortăreața Germersheim. Regimul său de etenție nu a fost unul foarte strict: el a avut voie să viziteze orașul, iar soția lui l-a putut vizita o săptămână pe lună în fortăreață, împreună cu fiul lor de cinci ani (Hans-Christof von Sponeck, ulterior diplomat la ONU și secretarul general adjunct al lui Kofi Annan). Numeroasele încercări ale lui Erich von Manstein de a obține o reabilitare completă a generalului Graf von Sponeck au rămas fără succes.
În urma atentatului eșuat de asasinare a lui Hitler din 20 iulie, liderul politic nazist Josef Bürckel, Gauleiter-ul unității administrativ-teritoriale Gau Westmark, unde se afla fortăreața Germersheim, a cerut și obținut acordul lui Heinrich Himmler pentru a-l executa pe Sponeck ca act de represalii, deși acesta din urmă nu avusese legături cu militarii germani din organizația de rezistență. Sponeck a primit ultima împărtășanie și i-a scris soției sale în ultima sa scrisoare: „Mor cu credință fermă în Mântuitorul meu”. A continuat să susțină până în ultima clipă că a procedat corect atunci când a ordonat retragerea trupelor germane din peninsula Kerci și, după cum a mărturisit preotul care l-a împărtășit, a mers curajos în fața plutonului de execuție și a cerut să nu fie legat la ochi. Ultimele sale cuvinte rostite în fața plutonului de execuție au fost: „Timp de patruzeci de ani am slujit Germania, pe care am iubit-o cu toată inima mea, ca soldat și ca ofițer. Dacă trebuie să mă las să mor astăzi, mor cu speranța într-o Germanie mai bună!”. Sponeck a fost executat, la ordinul lui Himmler, pe 23 iulie 1944. Sponeck a fost înmormântat în Germersheim în urma unei ceremonii simple în care nu s-a permis rostirea niciunui discurs. După război, în 1952, rămășițele pământești ale lui Sponeck au fost transferate în Cimitirul militar din orașul Dahn aflat în Pădurea Palatinat.
După război, Sponeck a fost comemorat ca erou în Germania, iar numele său a fost dat unei baze aeriene din Germersheim și unor străzi din diferite orașe germane. La 23 iulie 1999, cu ocazia celei de-a 55-a comemorări a execuției, Hans-Christof von Sponeck, fiul generalului din cea de-a doua căsătorie, care avea doar șase ani în 1944, a organizat celebrarea unui requiem la mormântul tatălui său. În anul 2014 a apărut în revista Militärgeschichtliche Zeitschrift un articol scris de Erik Grimmer-Solem, care a investigat rolul lui Sponeck în „numeroasele crime de război și crime împotriva umanității săvârșite în 1941 în sudul Ucrainei și în Crimeea”, iar ca urmare a acestor dezvăluiri Forțele Aeriene Germane au decis, în conformitate cu hotărârile guvernului german și ale Bundestagului și în ciuda protestelor civile din Gemersheim, redenumirea Bazei Aeriene Sponeck („General-Hans-Graf-Sponeck-Kaserne”) în „Südpfalz-Kaserne”.

## Decorații
- Crucea de Fier cl. a II-a și cl. I (1914)
- Medalia Prusacă pentru salvarea vieții cu panglică
- Ordinul Meritul Militar al Bavariei cl. a IV-a cu spade
- Cavaler cl. I al Ordinului Frederic al Regatului Württemberg cu spade
- Cavaler cl. a II-a al Ordinului Leului al Casei de Zähringen cu spade
- Crucea Meritul de război (Lippe-Detmold)
- Insigna argintie pentru răniți (1914)
- Crucea de onoare a Războiului Mondial 1914/1918
- Crucea de Fier cu barete cl. a II-a și cl. I (1939)
- Medalia pentru serviciu îndelungat în Wehrmacht, cl. a IV-a - I-a
- Crucea de Cavaler al Crucii de Fier (14 mai 1940) în calitate de Generalleutnant și comandant al Diviziei 22 Infanterie[21]
- Ordinul Militar „Mihai Viteazul” cl. III-a (19 septembrie 1941)[9]